# Craniella schmidtii
Craniella schmidtii är en svampdjursart som beskrevs av William Johnson Sollas 1886. Craniella schmidtii ingår i släktet Craniella och familjen Tetillidae. Inga underarter finns listade i Catalogue of Life.